# Paint Your Wagon
Paint Your Wagon és una pel·lícula western musical protagonitzada per Lee Marvin, Clint Eastwood i Jean Seberg. La pel·lícula va ser adaptada per Paddy Chayefsky del musical del 1951 Paint Your Wagon, de Lerner i Loewe. Fou rodat en un campament miner de la Febre de l'or de Califòrnia. Va ser dirigida per Joshua Logan. Va ingressar 31.678.778 dòlars per un pressupost de 20 milions. S'ha subtitulat al català.

## Argument
Quan un carro cau per un barranc, el prospector Ben Rumson troba dos ocupants, homes adults, germans, un d'ells mort i l'altre amb el braç i cama trencats. Mentre el primer home està a punt per ser enterrat, es descobreix pols d'or a la seva tomba. Ben fa una reclamació de la terra i adopta el germà supervivent "Pardner" mentre es recupera.

## Repartiment
- Lee Marvin com Ben Rumson
- Clint Eastwood com Sylvester Newel/Pardner
- Jean Seberg com Elizabeth
- Harve Presnell com Rotten Luck Willie
- Ray Walston com Mad Jack Duncan
- Alan Dexter com The Parson
- Tom Ligon com Horton Fenty
- Robert Easton com Atwell
- H.B. Haggerty com Steve Bull
- Eddie Little Sky com americà natiu
- Roy Jenson com Hennessey

## Escenes musicals
Totes les cançons escrites per Lerner i Loewe llevat les indicades:
1. "I'm on My Way" – Cor
2. "I Still See Elisa" – Pardner
3. "The First Thing You Know" (Lerner/Previn) – Ben
4. "Hand Me Down That Can o' Beans" – cor incloent la Nitty Gritty Dirt Band
5. "They Call the Wind Maria" – Rotten Luck Willie, cor
6. "Whoop-Ti-Ay!" – cor
7. "A Million Miles Away Behind the Door" (Lerner/Previn) – Elizabeth
8. "I Talk to the Trees" – Pardner
9. "There's a Coach Comin' In" – Rotten Luck Willie, cor
10. "The Gospel of No Name City" (Lerner/Previn) – Parson
11. "Best Things" (Lerner/Previn) – Ben, Mad Jack, Pardner
12. "Wand'rin' Star" – Ben, cor
13. "Gold Fever" (Lerner/Previn) – Pardner, cor
14. "Finale (I'm on My Way)" – Ben, Mad Jack, Chorus